# Ogdensburg (New York)

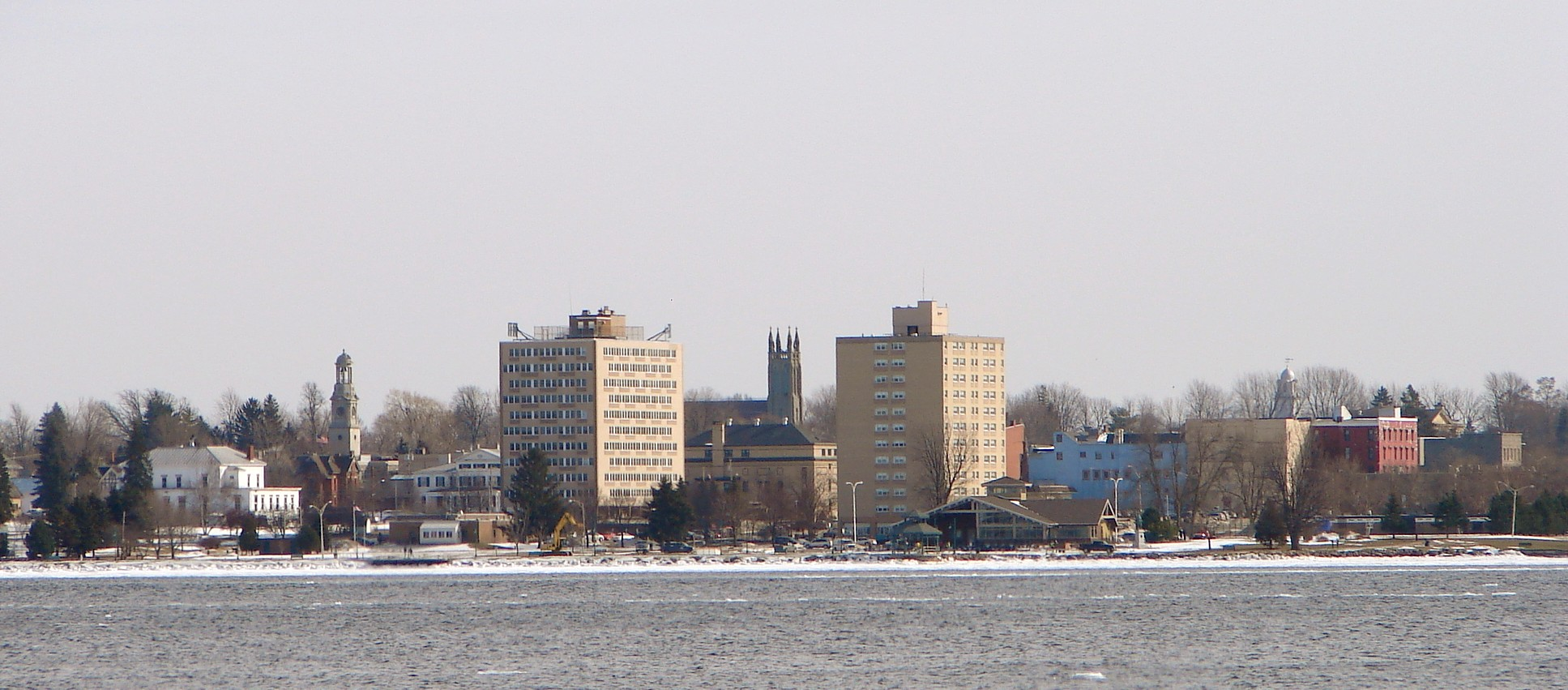
Ogdensburg

Ogdensburg is een plaats (city) in de Amerikaanse staat New York, en valt bestuurlijk gezien onder St. Lawrence County.

## Demografie
Bij de volkstelling in 2000 werd het aantal inwoners vastgesteld op 12.364. In 2006 is het aantal inwoners door het United States Census Bureau geschat op 11.346, een daling van 1018 (-8.2%).

## Geografie
Volgens het United States Census Bureau beslaat de plaats een oppervlakte van 21,1 km², waarvan 13,1 km² land en 8,0 km² water.

## Plaatsen in de nabije omgeving
De onderstaande figuur toont nabijgelegen plaatsen in een straal van 32 km rond Ogdensburg.

## Geboren in Ogdensburg
- M. Emmet Walsh (1935-2024), acteur